# Semachrysa minuta
Semachrysa minuta är en insektsart som beskrevs av Brooks 1983. Semachrysa minuta ingår i släktet Semachrysa och familjen guldögonsländor. Inga underarter finns listade i Catalogue of Life.